# Paranemastoma bureschi
Paranemastoma bureschi is een hooiwagen uit de familie aardhooiwagens (Nemastomatidae). Na 2023 de geldige combinatie is Paranemastoma bureschi (Roewer, 1926). Een junior subjectief synoniem is Nemastoma tunetanum Roewer 1951 in Schönhofer (2013). De originele naamcombinatie (protoniem) was Nemastoma bureschi Roewer, 1926. De later wetenschappelijke naam van Crosbycus bureschii (Roewer, 1926) was gesteld door Roewer 1951, anders de recombinatie als Buresiolla bureschi (Roewer, 1926) wordt toegeschreven aan Kratochvíl 1958. Na 2023 de geldige combinatie is Paranemastoma bureschi (Roewer, 1926).